# Cooperative Bank House
Cooperative Bank House är en 82,9 meter hög skyskrapa i centrala Nairobi, Kenya, byggd 1981 och renoverad 1999 efter ett bombdåd mot amerikanska ambassaden på samma adress den 7 augusti 1998. Byggnaden rymmer Cooperative Banks huvudkontor.